# 天主教貝魯特宗座代牧區
天主教貝魯特宗座代牧區（拉丁語：Vicariatus Apostolicus Berytensis）是黎巴嫩一個羅馬天主教宗座代牧區。
代牧區成立於1762年6月4日，負責牧養該國的拉丁禮信友。2010年有161名司鐸、八個堂區、15,000名教友。現任宗座代牧為保祿·達達。